# Trappo

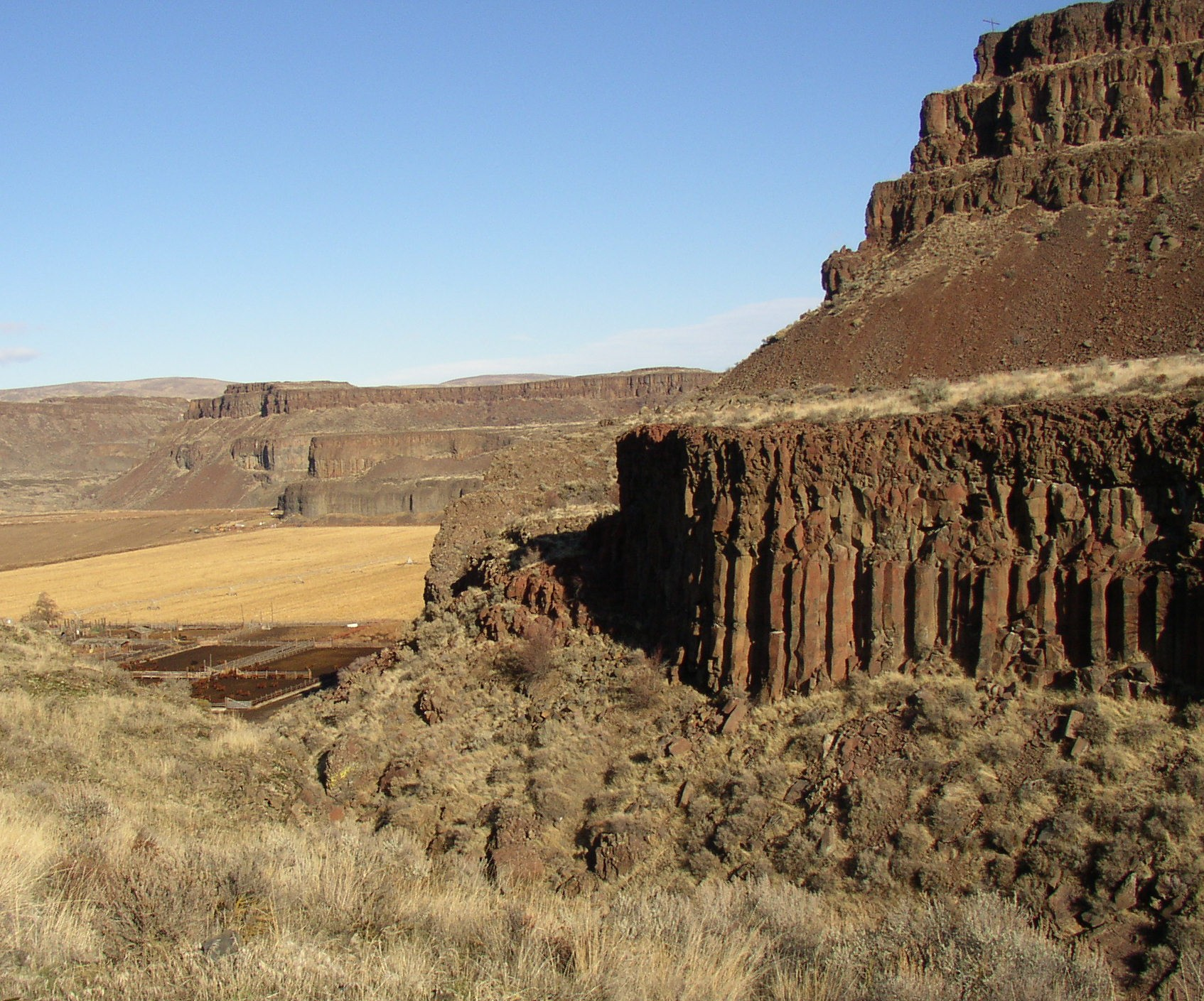
Colate sovrapposte di basalto con la tipica forma a gradoni, risultante dall'erosione del plateau basaltico del fiume Columbia nello stato di Washington, USA.

In geologia, il termine di origine svedese trappo viene utilizzato per descrivere le grandi colate di basalto che sono fuoriuscite nel corso di estese e prolungate eruzioni vulcaniche che hanno inondato di lava la terra o i fondali oceanici. Nella letteratura inglese vengono anche definite come flood basalt, ovvero inondazioni di basalto o letteralmente "basalto da inondazioni".
Il fenomeno è avvenuto su scala continentale durante le varie ere geologiche, generando grandi province ignee caratterizzate da plateau e dorsali basaltiche. Le eruzioni che hanno generato i trappi avvennero con intervalli di tempo variabili durante la storia geologica del nostro pianeta, indicando chiaramente che la terra è passata attraverso periodi di intensa attività vulcanica alternati a periodi di relativa quiete.

## Etimologia
Il termine trappo viene utilizzato in geologia dal 1785-95 per indicare formazioni rocciose stratificate. Deriva dallo svedese trappa, che significa scalinata, e utilizzato per indicare la forma a gradoni del paesaggio collinare di alcune regioni del nostro pianeta, costituito da stratificazioni di colate di basalto solidificato. Nel corso del tempo, l'erosione degli strati sovrapposti di colate di lava successive, dà luogo alla formazione di un paesaggio a gradoni.

## Cause
La formazione dei trappi viene collegata alla combinazione di una zona di rift, con la presenza di faglie collegate a una situazione di decompressione, con un pennacchio del mantello, dove la decompressione connessa alla fusione dei rocce situate a profondità variabili tra 100 e 400 Km nell'astenosfera produce la fuoriuscita di grandi quantità di magma a bassa viscosità, in grado di fluire su grandi distanze inondando di basalto intere aree del pianeta.
La superficie ricoperta dalle colate laviche può variare dai 200.000 km2 del Karoo e i 500.000 km2 dei Trappi dell'Emeishan, fino ai 2 milioni di km2 del Trappo siberiano. Lo spessore delle colate di basalto può andare dai 2.000 m dei Trappi del Deccan ai 12.000 m del Lago Superiore.
Il volume originario delle colate laviche dei trappi era notevolmente superiore a quello residuo che possiamo osservare oggi dopo i lunghi processi di erosione, e poteva raggiungere qualche milione di km3.

## Correlazione con le estinzioni di massa
Si ritiene che l'emissione dei gas vulcanici, e in particolare del biossido di zolfo, durante la formazione dei trappi possa aver influenzato in molti casi i cambiamenti climatici. Nel caso dei Trappi del Deccan si stima un abbassamento della temperatura media di 2 ºC. Il rapido raffreddamento collegato alle emissioni solforose assieme alla loro tossicità, sembra aver dato un contributo significativo all'estinzione di massa del Cretaceo-Paleocene.
Anche nel caso della formazione di altri trappi, gli eventi sembrano essere in correlazione con altre estinzioni di massa. I Trappi dell'Emeishan sono associati all'estinzione di massa della fine del Guadalupiano o evento di estinzione della fine del Capitaniano, cioè l'estinzione della vita animale e vegetale avvenuta in corrispondenza dello stadio Capitaniano dell'epoca del Guadalupiano, alla fine del periodo Permiano.
Altri studi recenti ritengono che le conseguenze associate a grandi e prolungate eruzioni vulcaniche, possano essere considerate almeno come concausa delle grandi estinzioni di massa, non ultima quella dei dinosauri.